# 丸本明
丸本明（（日語）まるもと あきら，1957年8月18日—）乃日本馬自達汽車公司的第16任社長兼CEO，目前為該公司顧問。

## 生平略歷
1957年8月18日丸本出生於廣島縣吳市，1980年自慶應義塾大學工學部畢業後進入東洋工業（馬自達前身）就業。主要工作內容為開發部門的底盤設計工程師，曾經手第三代Bongo、第四代及第五代626、Cronos、Bongo Friendee等車種的底盤設計。後來擔任第二代MPV的開發主導，1999年6月以41歲之姿就任董事，也創下該公司開業以來的記錄。接下來他轉任經營企劃部門及美國分公司，2017年8月4日該公司與豐田汽車在美國共同投資建設新工廠，由他擔任副社長一職。2018年6月26日第15任社長小飼雅道改任董事會會長，由他昇任為第16任社長兼CEO。

## 外部連結
- （日語）產經新聞：マツダ次期社長の丸本明氏　偏りなく人を見る目 （页面存档备份，存于）
- （日語）Newswitch by 日刊工業新聞社：自らを奮い立たせたマツダ次期社長の飽くなき挑戦 （页面存档备份，存于）